# マック (ゲール語)
マック、マク (mac) は、ゲール語（アイルランド語、スコットランド・ゲール語など）で「息子」を意味する言葉。現代のアイルランド語やスコットランド・ゲール語では、姓の一部としても使われる(父称)。

## 使用法
アイルランド語とスコットランド・ゲール語では現在もMacを単独の語として書くが、英語ではMac-を接頭辞として使い、続く言葉を含めて1語とする。たとえばゲール語の「Mac Néill」（NéillはNeilの属格）は、英語では「MacNeil」となる。接頭辞はMac-のほかに、省略形のMc-、Mc-、M’-が使われることもあるが、発音は同じで、辞書などでソートされるときは全て「Mac-」の位置に並べる。Mac-の次の文字は大文字のことも小文字のこともあるが、省略形を使った場合は次は大文字である。
英語では、Mac-で始まる語や、Macそのものが、男性名にも使われる。

## 類似の単語・接辞
アイルランド語では、Macと同様に姓の一部として使われる語に、Uí（孫息子）、Ó（Uíの変化形）、Nic（娘）、Ní（孫娘）、Mhic（娘婿）、Bean（妻）、Maol（奴隷）がある。Óは特に多く使われ、英国の姓にも"O'Sullivan"や"O'Hana"のようなものがある。
ゲール語以外で息子を表す語では、-son（英語（英語本来のは、ing（イング）北欧語）、-sohn/zohn（ドイツ語）、-sen（デンマーク語とノルウェー語）、fitz-（ノルマン語）、-ez/es（スペイン語）、-opoulos（ギリシア語）、-oğlu（トルコ語）、-yan/ian（アルメニア語）が姓に使われる。

## 他の意味
- 英語では、俗にスコットランド人、アイルランド人の意味がある。
- 英語では、男性に対する軽い呼びかけに使うことがある。

## マックで始まる主な姓
綴りやカナ表記は一例。「Mac」を除いた部分の50音順。
- マッカーサー (MacArthur)
- マカドゥー (McAdoo)
- マッカートニー、マカートニー (McCartney, McArtney, MacArtney)
- マッキーヴァー (MacIver)
- マッキンタイア (McIntyre, McEntire, MacIntyre, McAteer, McIntire)
- マッキントッシュ (Macintosh, McIntosh, Mackintosh)
- マックグロウ (McGraw, MacGraw)
- マッコーリー、マコーリー、マコーレー (MacAulay, MacAuley)
- マクガヴァン (McGovern)
- マグワイア、マガイアー (McGuire, McGwire)
- マッカーシー (McCarthy)
- マッカラーズ (McCullers)
- マッカラム (MacCallum, McCollum)
- マッカラン (McCarran)
- マカロック (McCulloch)
- マッキンリー (McKinley)
- マックイーン、マックィーン (McQueen)
- マッケナ、マッケンナ（McKenna, MacKenna）
- マッケンジー (Mackenzie,McKenzie)
- マッコイ (McCoy)
- マコネル (McConnel)
- マコーマック（McCormack）
- マコーミック (McCormick)
- マコーリー、マクォーリー (MacQuarie)
- マクダウェル、マックダウェル (MacDowell, McDowell)
- マクダネル、マクドネル (McDonnel)
- マクドゥーガル (McDougall)
- マクドナルド (MacDonald, McDonald)
- マクナマラ (McNamara)
- マクニース (MacNeice)
- マクニール (MacNeil)
- マクネアー (MacNair)
- マクファーソン (MacPherson)
- マクファデン (McFadden)
- マクファーレン（McFarlane、MacFarlane）
- マクブルーム (McBroom)
- マクベス (MacBeth, McBeth)
- マクマスター (McMaster)
- マクマホン、マクマオン (MacMahon)
- マクミラン (MacMillan, McMillan)
- マクラウド、マクロード (MacLeod, McLeod, McCloud)
- マクラクラン（MacLachlan、McLachlan）
- マクラレン (McLaren)
- マクリーシュ (MacLeish)
- マクリントック (McClintock)
- マクルーハン (McLuhan)
- マクレナン (McLennan)
- マクレラン（McClellan）
- マクレランド（McClelland）
- マクレーン (MacLaine、McClain)
- マクローリン (MacLaurin)